# Pavillon Henri IV
Le Pavillon Henri IV est un hôtel-restaurant gastronomique situé à Saint-Germain-en-Laye (Yvelines).
Le Pavillon Henri IV se trouve au bout de la rue Thiers, à l'extrémité sud de la grande terrasse, dominant la vallée de la Seine vers l'est. Il est partiellement classé monument historique par arrêtés des 12 mai 1925 et 13 octobre 1988,.

## Histoire

### L'aile du Château-Neuf
La construction qui abrite cet établissement comprend une partie historique, le pavillon de l'oratoire du roi, l'un des vestiges subsistant de l'ancien Château-Neuf de Saint-Germain-en-Laye. Ce château, qui fut résidence royale sous Henri IV, Louis XIII et Louis XIV, jusqu'en 1660, date à laquelle la famille royale s'est réinstallée dans le Château-Vieux, avant de partir pour Versailles en 1682. Le roi Louis XIV y est né le 5 septembre 1638. Il avait été donné en 1777 par le roi Louis XVI à son frère, le Comte d'Artois, futur Charles X. Ce dernier entreprit de détruire ce monument alors délabré en vue de le reconstruire, mais la Révolution mit fin prématurément à ce projet. Ce qui en restait fut alors vendu comme bien national.

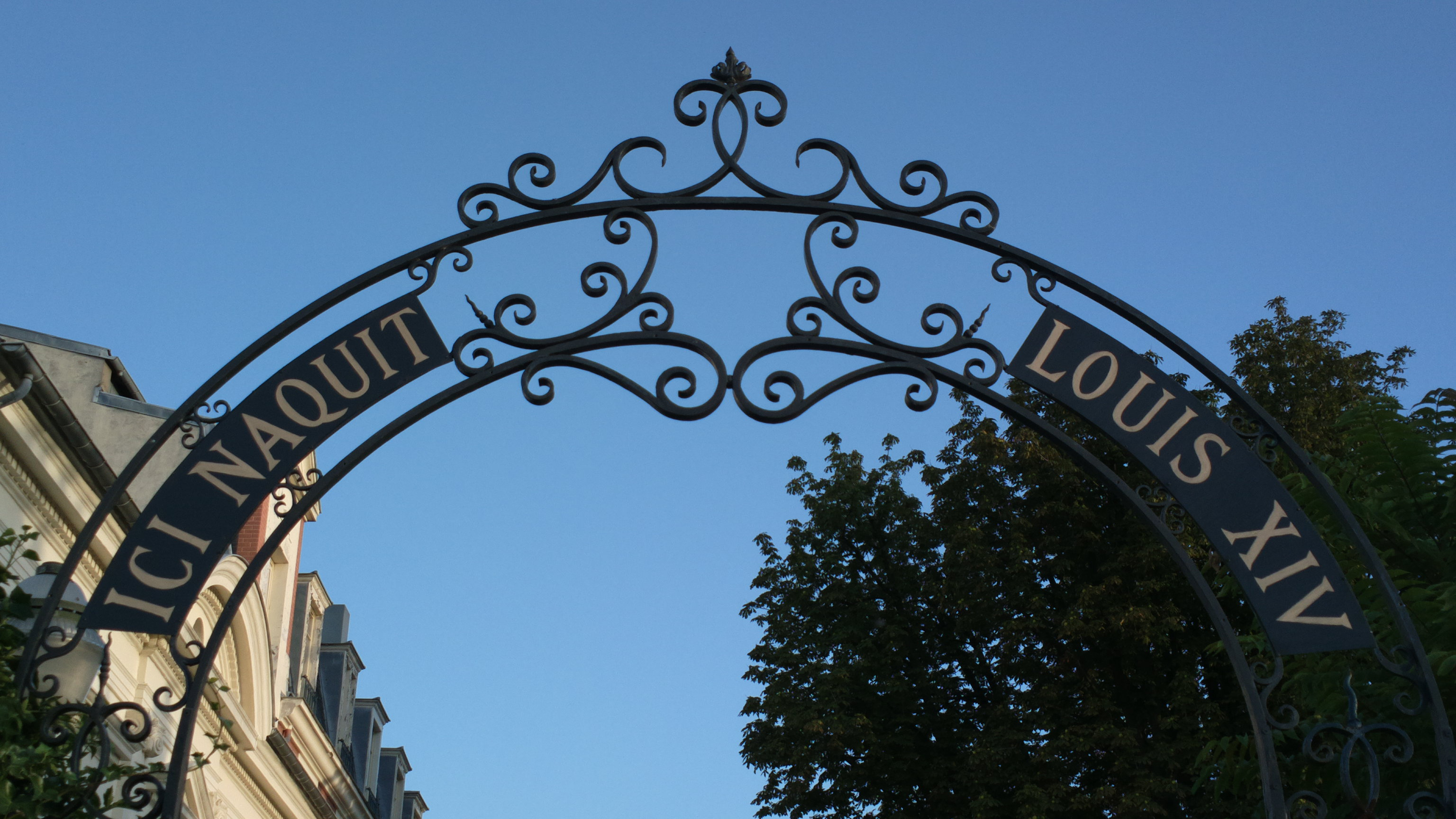
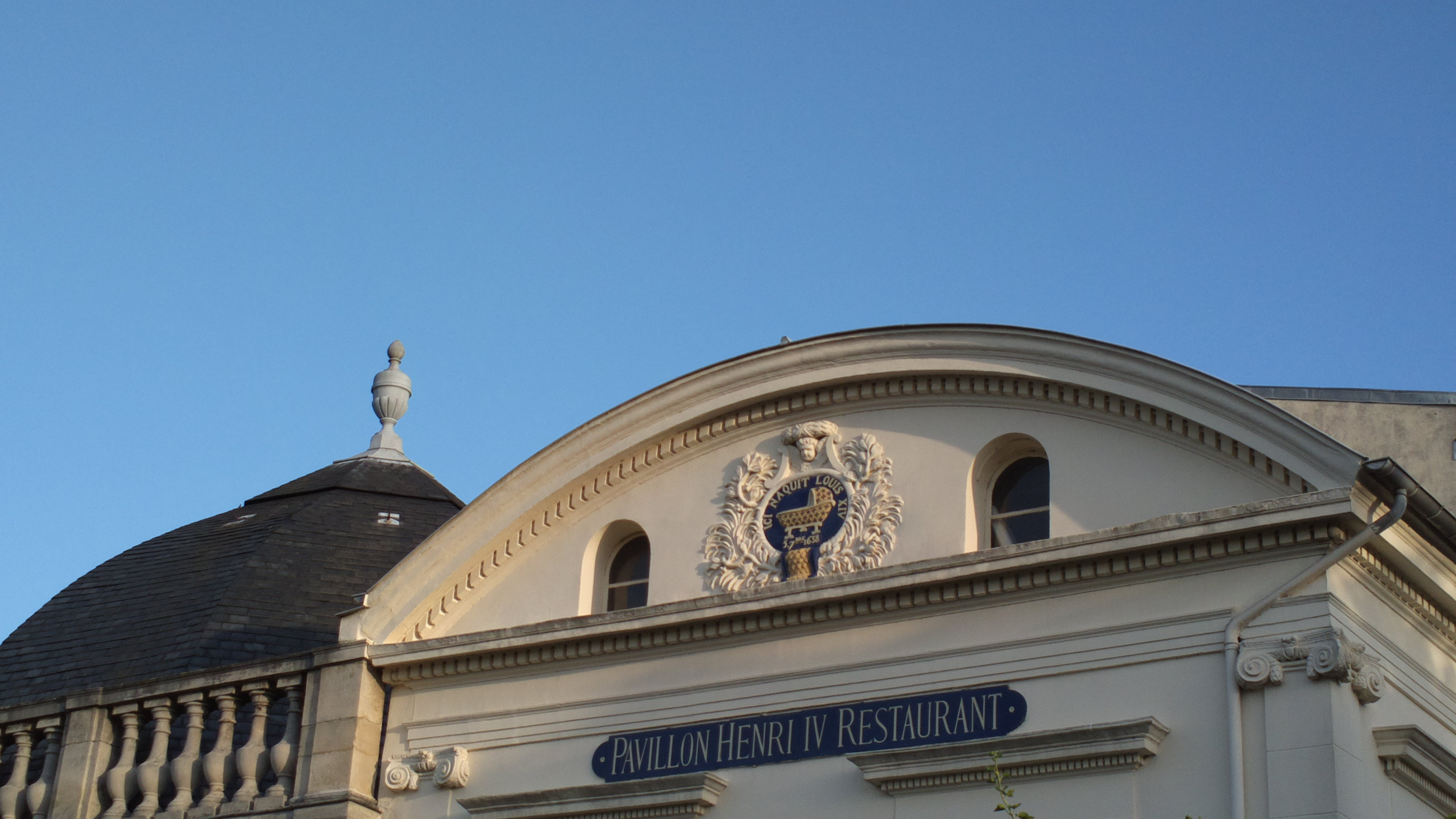
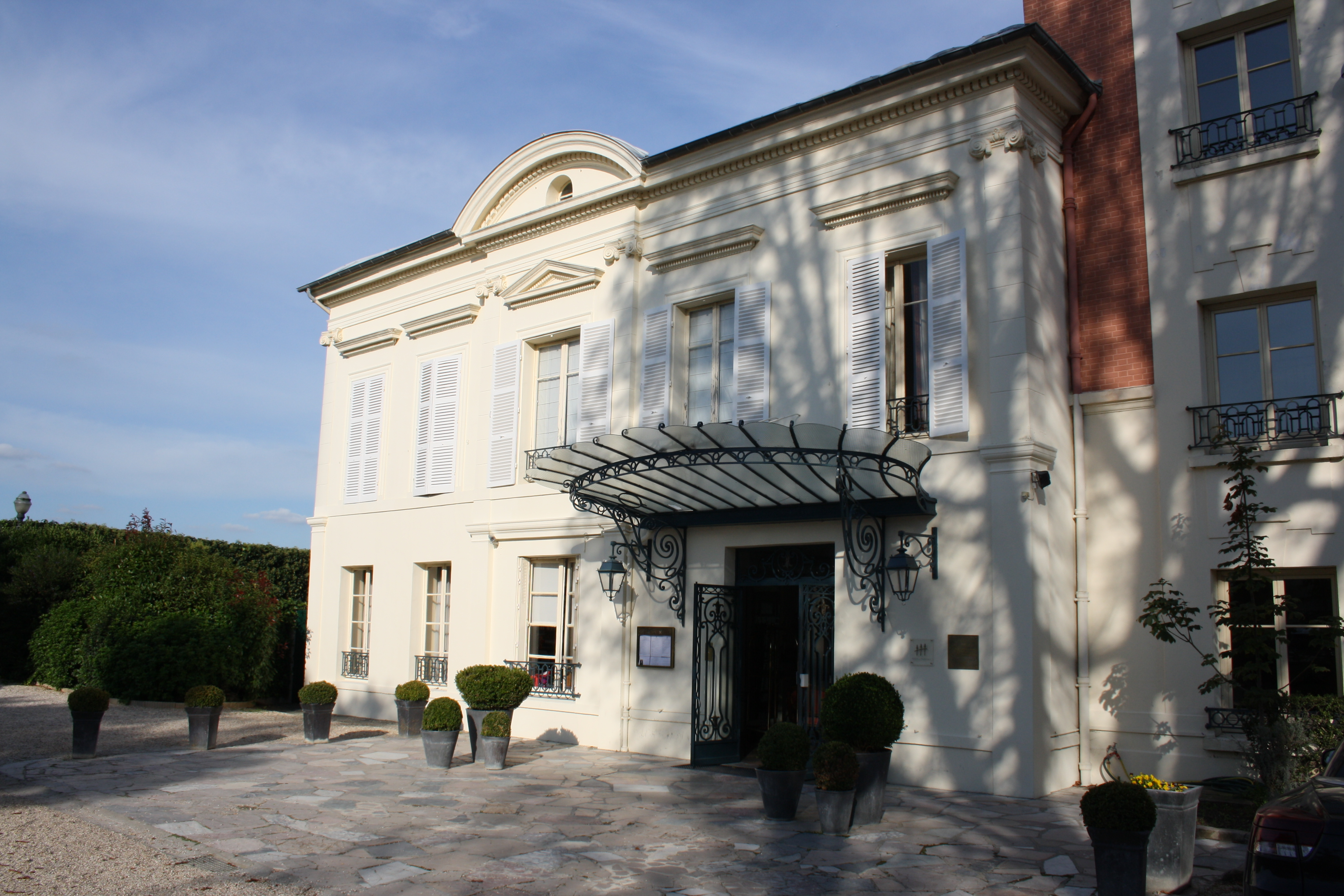
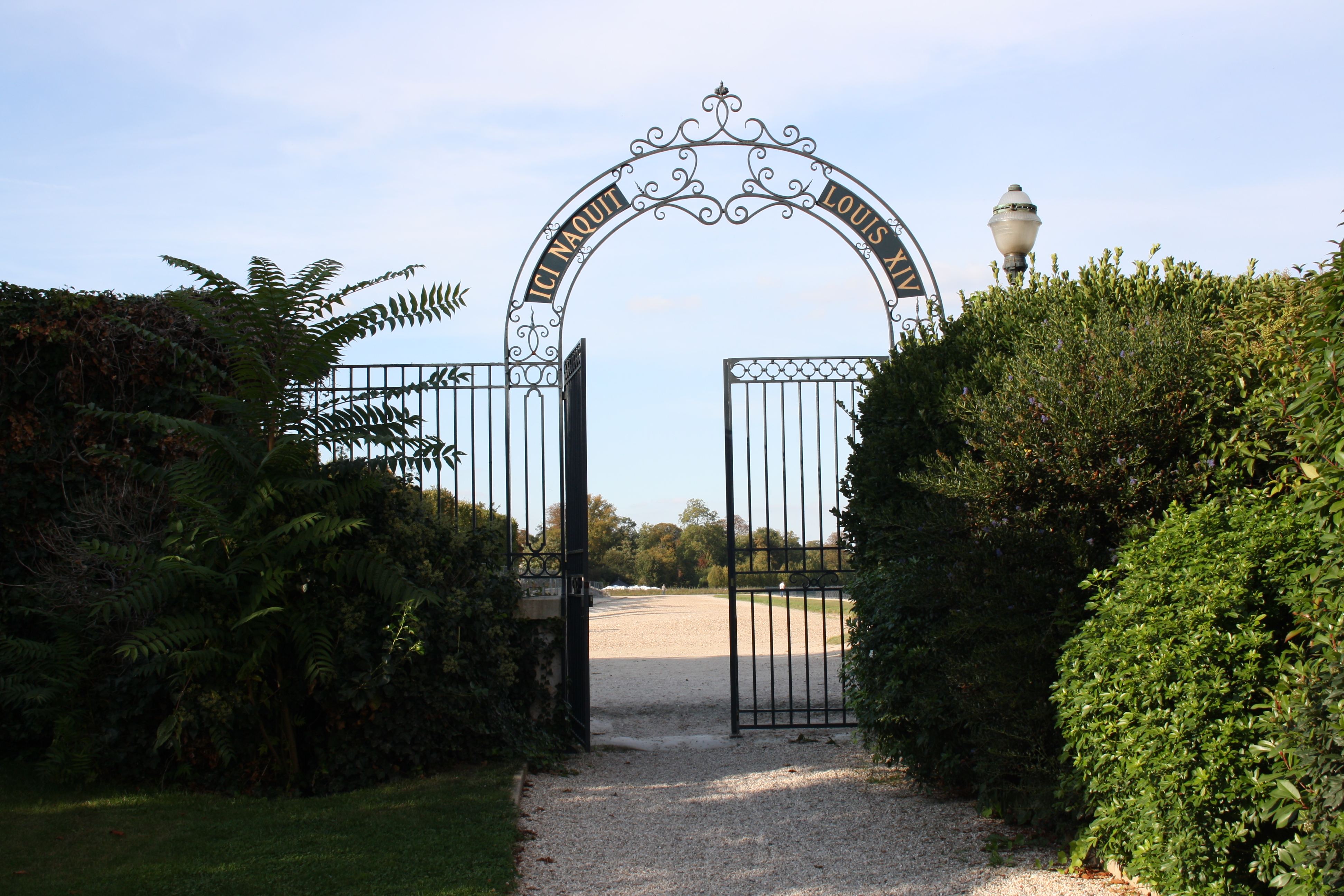

### Le restaurant
En 1825, un entrepreneur du nom de Barthélémy Planté l'acheta avant de le restaurer et de l'agrandir, puis le céda à la Compagnie des chemins de fer de l'Ouest. Le bâtiment fut ensuite loué dans un premier temps à Jean-Louis-François Collinet, chef cuisinier, qui le transforma en restaurant, puis à partir de 1865 loué à Barbotte Père et fils.
Ce restaurant acquit rapidement une certaine célébrité grâce à ce chef à qui on doit la création des pommes soufflées et de la sauce béarnaise. Les pommes soufflées ont été inventées de manière fortuite par le chef Jean-Louis-François Collinet le 24 août 1837, premier jour de circulation du train entre la gare Saint-Lazare et le débarcadère du Pecq, implanté juste à côté du pont sur la rive droite de la Seine. Une réception était organisée dans ce restaurant pour la reine Marie-Amélie qui se trouvait à bord du train. Le retard du train obligea le chef à réchauffer ses frites en les replongeant dans l'huile, ce qui donna les « pommes soufflées ».

### La résidence politique
- Adolphe Thiers.
- Pendant la Seconde Guerre mondiale, la ville de Saint-Germain-en-Laye est occupée du 14 juin 1940 au 26 août 1944. Le grand quartier général de l'armée allemande pour la zone occupée, l'Oberbefehlshaber West, était installé dans le Pavillon Henri IV, jusqu'à ce qu'il soit touché par une bombe de la Royal Air Force le 3 mars 1942 ; il est alors transféré villa David.
- Acte signé par le roi du Maroc, père d'Hassan II.

## Hôtes illustres
Dans les années 1840, Alexandre Dumas résida à l'hôtel et c'est là qu'il écrivit certaines de ses œuvres parmi les plus connues, telles Les Trois Mousquetaires et Le Comte de Monte-Cristo.
Jacques Offenbach passera la fin du mois de mai 1877, le printemps 1879 et l'été 1880 au Pavillon Henri IV. Il y composera des pages de ses dernières œuvres : Les Contes d'Hoffmann et Belle Lurette .
Adolphe Thiers, premier président de la IIIe République, qui venait s'y reposer, y est décédé le 3 septembre 1877.
P.G. Woodhouse, auteur anglais, était résident le mars 1947.
Du 1er au 16 novembre 1955, sur le chemin de son retour d'exil de Madagascar, le monarque marocain Mohammed V a occupé tout l'hôtel avec sa famille et sa suite. Une plaque commémorative de son séjour a été inaugurée le 24 juillet 1982, dans le cadre du jumelage entre Saint-Germain-en-Laye et Témara.